# علم تسنن الشجر

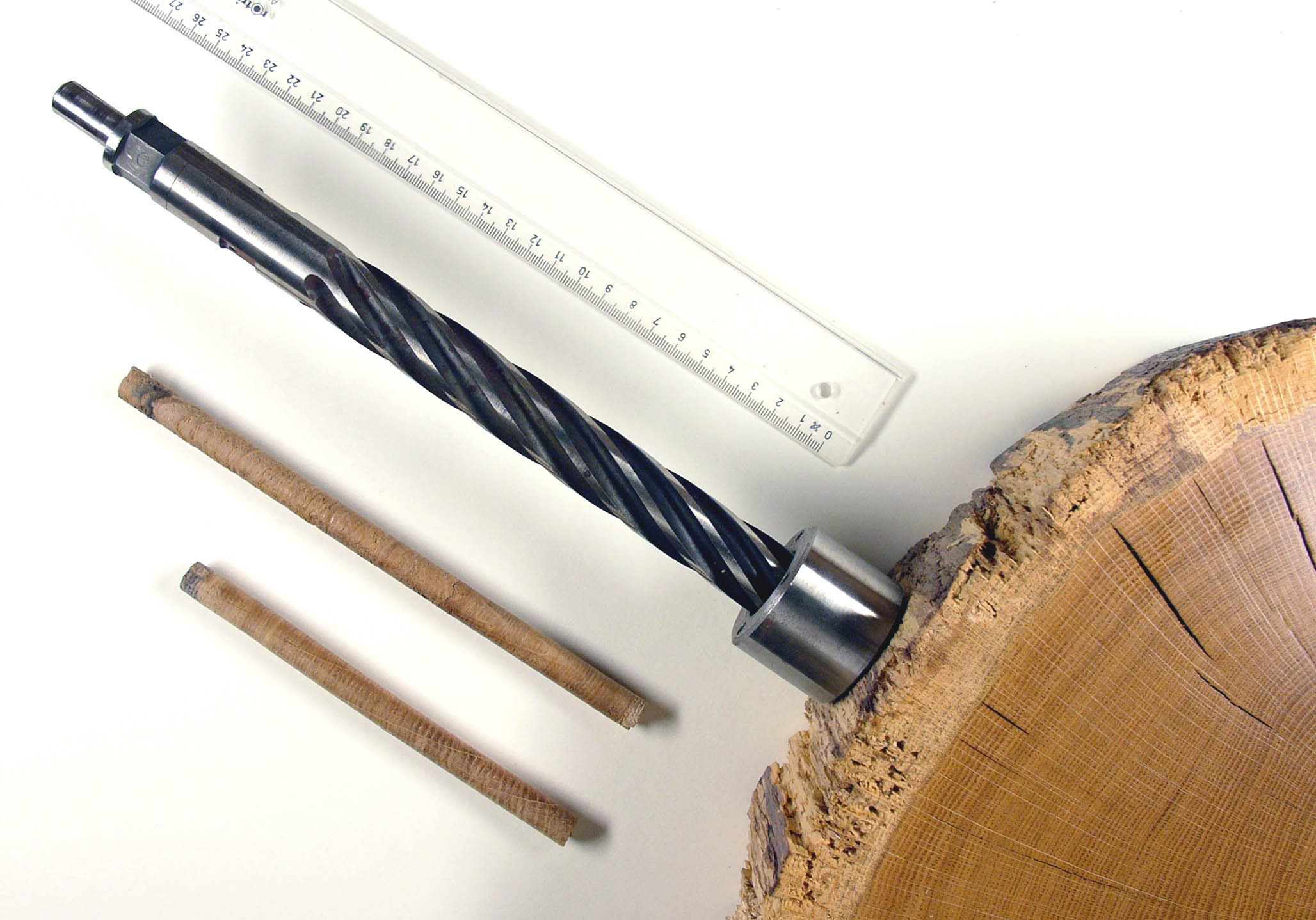
الحفر في جذع شجرة للحصول على عينات لتحديد عمرها عن طريق عد الحلقات

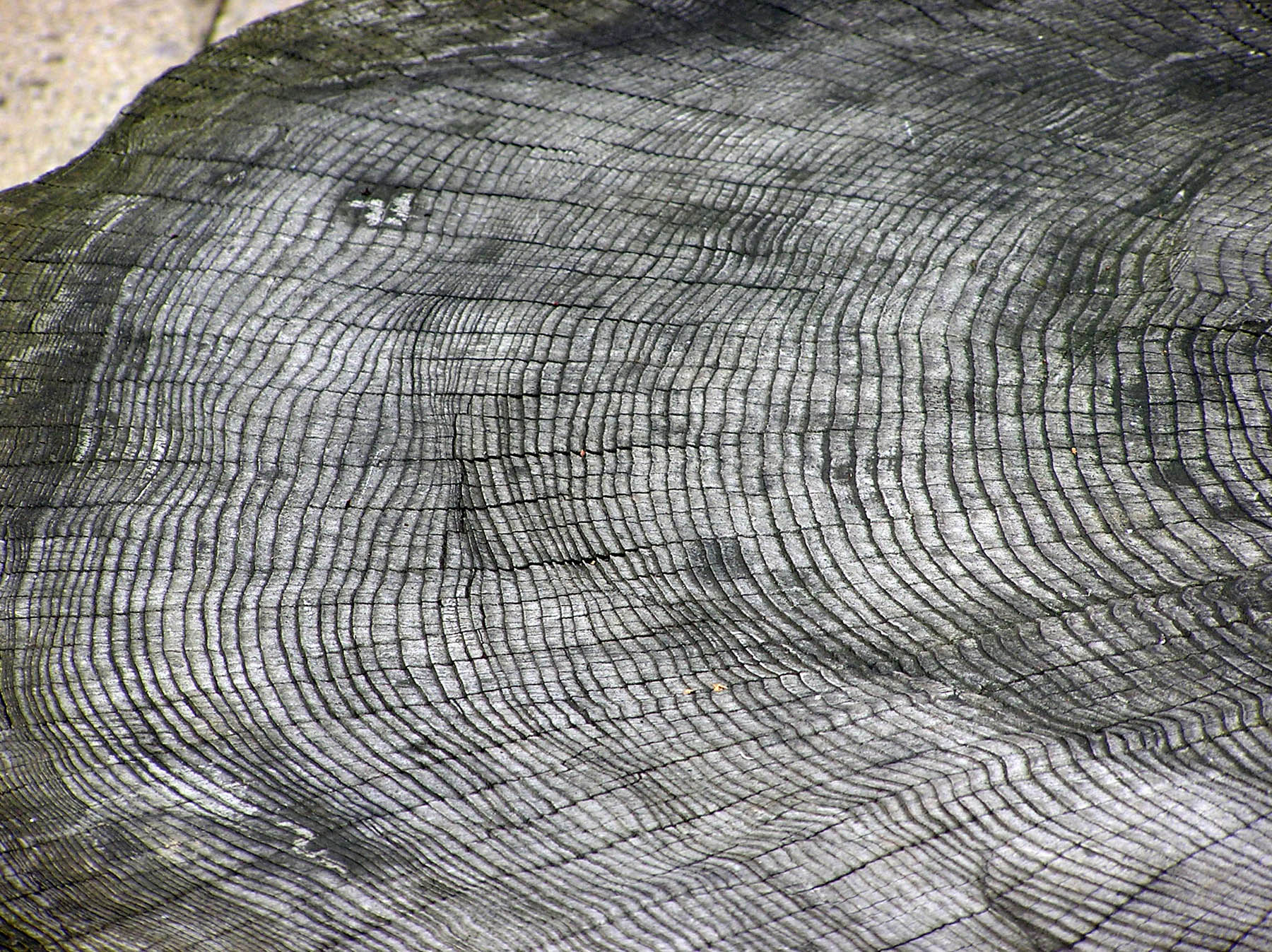
حلقات نمو شجرة من حديقة حيوان بريستول في إنكلترا. كل حلقة تمثل عاماً من عمر الشجرة، الحلقات الخارجية هي الأصغر عمراً.

علم تسنن الشجر (بالإنجليزية: Dendrochronology) (منδένδρον، dendron، «أطراف الشجرة»؛ χρόνος, khronos، «زمن»; و-λογία أو تأرخه حلقات الشجر. وهو طريقة علمية لتحديد العمر تعتمد على تحليل أنماط «حلقات الشجرة»، والتي تعرف أيضاً بحلقات النمو.
يحدد علم تحديد أعمار الأشجار الزمن الذي بدأت فيه الحلقات في التشكّل، في العديد من أنواع الخشب، بدقة تصل إلى تحديد السنة التقويمية للشجرة. هناك ثلاث مجالات تطبيقية: علوم البيئة القديمة، حيث تُستخدم لتحديد مظاهر معينة من الماضي (المناخ غالباً)؛ وعلم الآثار الذي يٌستخدم لتحديد أعمار المباني القديمة وما خلافه، والتأريخ بالكربون المشع، الذي يستخدم لمعايرة أعمار الكربون المشع.
في بعض المناطق في العالم، بالإمكان تحديد تواريخ الخشب إلى حوالي 1000 سنة إلى الوراء أو أكثر. حالياً، الحد الأقصى لتسلسل الزمني هو فوق ال 11,000 بقليل.

### حلقات النمو

رسم بياني لنمو ثانوي في شجرة يظهر مقاطع عمودية وأفقية مثالية. تُضاف طبقة جديدة من الخشب في كل موسم نمو، مما يزيد من سمك الساق والفروع والجذور الموجودة لتكوين حلقة نمو.

يمكن أن تكشف المقاطع العرضية الأفقية المقطوعة عبر جذع شجرة عن حلقات النمو، والتي يُشار إليها أيضًا باسم "حلقات الشجرة" أو "الحلقات السنوية". تنتج حلقات النمو من النمو الجديد في نسيج الكامبيوم الوعائي، وهو طبقة من الخلايا بالقرب من اللحاء يصنفها علماء النبات على أنها نسيج مرستيمي جانبي؛ يُعرف هذا النمو في القطر بالنمو الثانوي. الحلقات المرئية تنتج عن تغير سرعة النمو خلال فصول السنة؛ وبالتالي، تعتبر الحلقة الواحدة بشكل عام علامة على مرور عام واحد في حياة الشجرة. قد يؤدي إزالة لحاء الشجرة في منطقة معينة إلى تشوه الحلقات حيث ينمو النبات فوق الندبة.
تكون الحلقات أكثر وضوحًا في الأشجار التي نمت في المناطق المعتدلة، حيث تختلف الفصول بشكل أكثر وضوحًا. يتكون الجزء الداخلي من حلقة النمو في وقت مبكر من موسم النمو، عندما يكون النمو سريعًا نسبيًا (ولذا يكون الخشب أقل كثافة) ويُعرف باسم "الخشب المبكر" (أو "خشب الربيع"، أو "خشب أواخر الربيع"); يُعرف الجزء الخارجي بـ "الخشب المتأخر" (يُسمى أحيانًا "خشب الصيف"، وغالبًا ما يُنتج في الصيف، وأحيانًا في الخريف) ويكون أكثر كثافة.

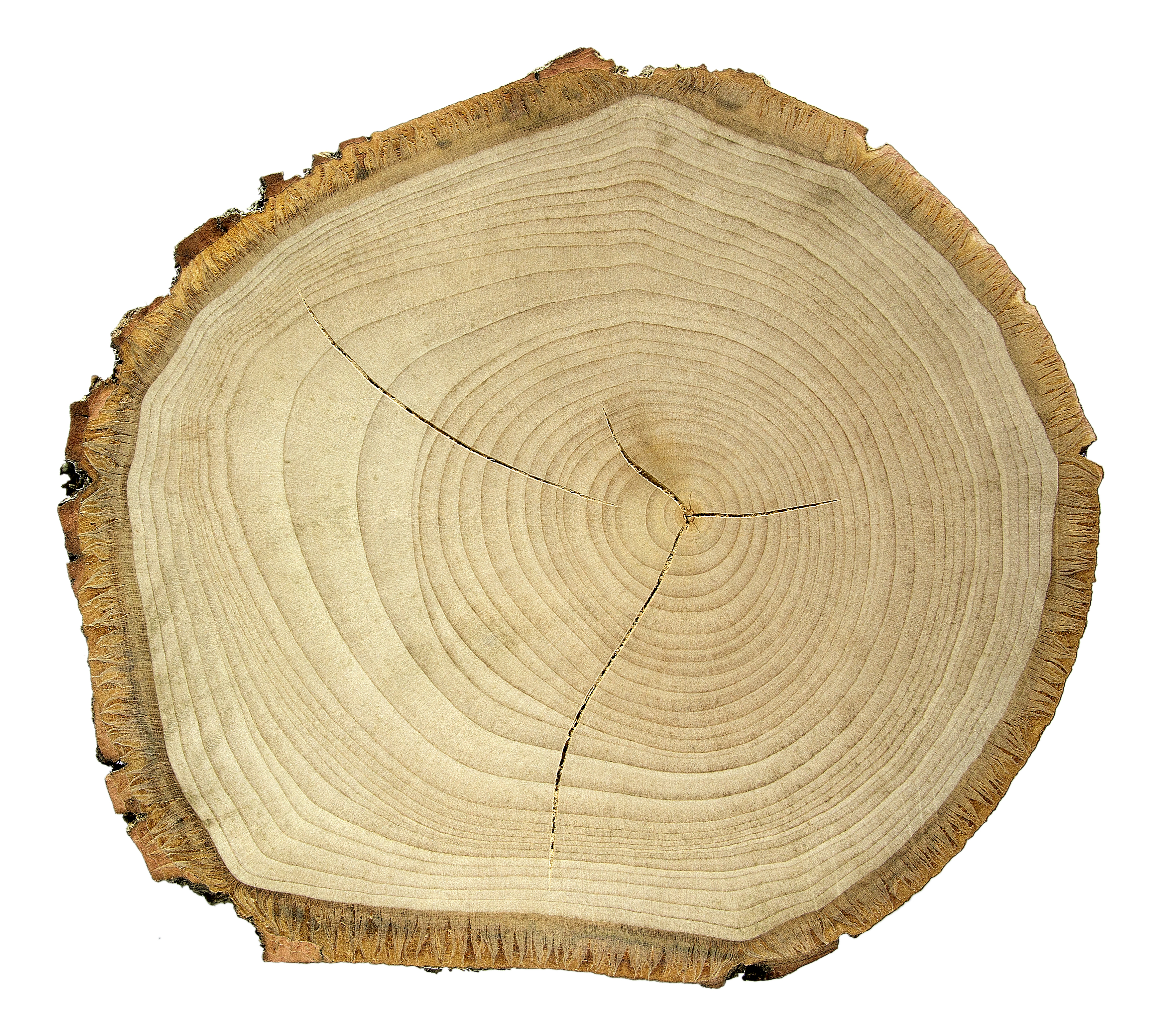
مقطع عرضي من شجرة زيزفون لبدي يظهر الحلقات السنوية.

تنتج العديد من الأشجار في المناطق المعتدلة حلقة نمو واحدة كل عام، مع الأحدث بجوار اللحاء. ومن ثم، على مدار حياة الشجرة بأكملها، يتكون سجل سنوي أو نمط حلقي يعكس عمر الشجرة والظروف المناخية التي نمت فيها. الرطوبة الكافية وموسم النمو الطويل ينتجان حلقة عريضة، بينما قد ينتج عام الجفاف حلقة ضيقة جدًا.
قراءة سجلات حلقات الشجرة بشكل مباشر علم معقد لعدة أسباب. أولاً، على عكس النظرية القائلة بحلقة واحدة في السنة، يمكن أن تؤدي الظروف المتغيرة مثل الجفاف في منتصف الصيف إلى تكوين عدة حلقات في سنة معينة. بالإضافة إلى ذلك، قد تقدم أنواع معينة من الأشجار "حلقات مفقودة"، وهذا يؤثر على اختيار الأشجار لدراسة فترات زمنية طويلة. على سبيل المثال، حلقات مفقودة نادرة في أشجار البلوط والدردار.
الأمر الحاسم في العلم هو أن الأشجار من نفس المنطقة تميل إلى تطوير نفس أنماط عرض الحلقات لفترة زمنية معينة من الدراسة الزمنية. يمكن للباحثين مقارنة ومطابقة هذه الأنماط حلقة بحلقة مع أنماط من الأشجار التي نمت في نفس الوقت في نفس المنطقة الجغرافية (وبالتالي تحت نفس الظروف المناخية). عندما يمكن مطابقة هذه الأنماط الحلقية للأشجار عبر أشجار متعاقبة في نفس الموقع، بطريقة متداخلة، يمكن بناء سجلات زمنية—سواء لمناطق جغرافية كاملة أو لمناطق فرعية. علاوة على ذلك، يمكن مطابقة الخشب من الهياكل القديمة ذات السجلات المعروفة مع بيانات حلقات الشجرة (تقنية تُعرف بـ التأريخ المتقاطع)، وبذلك يمكن تحديد عمر الخشب بدقة. في الأصل، قام علماء حلقات الشجرة بالتأريخ المتقاطع عن طريق الفحص البصري؛ مؤخرًا، اعتمدوا على أجهزة الكمبيوتر لأداء المهمة، باستخدام تقنيات إحصائية لتقييم المطابقة. للتخلص من التغيرات الفردية في نمو حلقات الشجرة، يأخذ علماء حلقات الشجرة المتوسط السلس لعرض حلقات الشجرة لعينات متعددة لبناء تاريخ حلقي, وهي عملية تُعرف بالتكرار. تاريخ الحلقات الذي لا تُعرف تواريخه بدايةً ونهايةً يُسمى تسلسلًا زمنيًا عائمًا. يمكن تثبيته عن طريق المطابقة المتقاطعة لمقطع مقابل تسلسل زمني آخر (تاريخ حلقي) تكون تواريخه معروفة.
تسلسل زمني كامل التثبيت والمطابقة المتقاطعة للبلوط والصنوبر في وسط أوروبا يمتد إلى 12,460 سنة، والتسلسل الزمني للبلوط يمتد إلى 7,429 سنة في أيرلندا و6,939 سنة في إنجلترا. يدعم مقارنة تواريخ الكربون المشع والتواريخ الحلقية الشجرية اتساق هذين التسلسلين الزمنييين المستقلين.